# Discovery (Daft-Punk-Album)
Discovery ist das zweite Studioalbum der französischen House-Band Daft Punk aus dem Jahr 2001.

## Titelliste
| #   | Titel                         | Länge |
| --- | ----------------------------- | ----- |
| 1.  | One More Time                 | 5:20  |
| 2.  | Aerodynamic                   | 3:27  |
| 3.  | Digital Love                  | 4:58  |
| 4.  | Harder Better Faster Stronger | 3:43  |
| 5.  | Crescendolls                  | 3:28  |
| 6.  | Nightvision                   | 1:43  |
| 7.  | Superheroes                   | 3:57  |
| 8.  | High Life                     | 3:21  |
| 9.  | Something About Us            | 3:50  |
| 10. | Voyager                       | 3:46  |
| 11. | Veridis Quo                   | 5:44  |
| 12. | Short Circuit                 | 3:24  |
| 13. | Face To Face                  | 3:58  |
| 14. | Too Long                      | 10:00 |

## Musikvideos
Alle Musikvideos der Singleauskopplungen des Albums sind im Anime-Stil gehalten. In den einzelnen Episoden wird die Geschichte der Entführung einer interstellaren Popband erzählt.
Die Geschichte wurde 2003 im japanischen Anime-Musikfilm Interstella 5555 – The 5tory of the 5ecret 5tar 5ystem fortgesetzt, wobei die bereits bestehenden Videos in den Film integriert wurden. Der Film enthält keine Dialoge, sondern als Tonspur nur die Musik des Discovery-Albums.

## Rezeption

### Preise
2001 gewann das Album bei den Dance Music Awards in der Kategorie „Erfolgreichstes Album“.

### Rezensionen
Auf der Webseite Metacritic.com erhielt das Album eine Punktwertung von 74 basierend auf 19 professionellen Bewertungen.
John Bush von Allmusic.com vergab die maximale Punktzahl. Er schrieb, die Band entwickle einen Sound, der „vergangenen Electropop-Technikern von Giorgio Moroder über Todd Rundgren zu Steve Miller“ in Nichts nachstehe.
Stefan Friedrich, der das Album für Laut.de rezensierte, hält Discovery nicht für ein zweites Homework. Was Daft Punk auf dem Album manchmal fehle, sei der nötige Druck hinter den Songs und eine etwas klarere Richtung, wohin die Entdeckungsreise gehen solle.
Ryan Schreiber rezensierte Discovery für das E-Zine Pitchfork. Progressive Rock und Disco hätten zwar nie offen um einen Hybriden gebeten, jedoch sei das Album ein lebendiges „Frankenbaby“ dieses neugeborenen Genres, ob es nun gefällt oder nicht.

## Kommerzieller Erfolg

### Chartplatzierungen
Das Album erreichte Platz fünf in Deutschland, Platz sechs in Österreich und der Schweiz, Platz zwei in Großbritannien und ebenfalls Platz zwei in Frankreich.
| ChartsChartplatzierungen       | Höchstplatzierung | Wochen |
| ------------------------------ | ----------------- | ------ |
| Deutschland (GfK)              | 5 (… Wo.)         | …      |
| Frankreich (SNEP)              | 3 (104 Wo.)       | 104    |
| Österreich (Ö3)                | 6 (19 Wo.)        | 19     |
| Schweiz (IFPI)                 | 6 (29 Wo.)        | 29     |
| Vereinigte Staaten (Billboard) | 23 (30 Wo.)       | 30     |
| Vereinigtes Königreich (OCC)   | 2 (61 Wo.)        | 61     |

| ChartsJahrescharts (2001) | Platzierung |
| ------------------------- | ----------- |
| Deutschland (GfK)         | 37          |
| Frankreich (SNEP)         | 15          |
| Österreich (Ö3)           | 69          |
| Schweiz (IFPI)            | 54          |

| ChartsJahrescharts (2002) | Platzierung |
| ------------------------- | ----------- |
| Frankreich (SNEP)         | 96          |

### Auszeichnungen für Musikverkäufe
| Land/Region                  | Auszeichnungen für Musikverkäufe (Land/Region, Auszeichnung, Verkäufe) | Verkäufe  |
| ---------------------------- | ---------------------------------------------------------------------- | --------- |
| Australien (ARIA)            | Gold                                                                   | 35.000    |
| Belgien (BRMA)               | Platin                                                                 | (50.000)  |
| Dänemark (IFPI)              | Platin                                                                 | (20.000)  |
| Deutschland (BVMI)           | Gold                                                                   | (150.000) |
| Europa (IFPI)                | 2× Platin                                                              | 2.000.000 |
| Frankreich (SNEP)            | 3× Platin                                                              | (600.000) |
| Italien (FIMI)               | Gold                                                                   | (25.000)  |
| Japan (RIAJ)                 | Platin                                                                 | 200.000   |
| Kanada (MC)                  | Gold                                                                   | 50.000    |
| Schweiz (IFPI)               | Gold                                                                   | (20.000)  |
| Vereinigte Staaten (RIAA)    | Gold                                                                   | 805.000   |
| Vereinigtes Königreich (BPI) | 2× Platin                                                              | (657.500) |
| Insgesamt                    | 6× Gold · 10× Platin ·                                                 | 3.090.000 |

Hauptartikel: Daft Punk/Auszeichnungen für Musikverkäufe